# Brzozówka (Rawa)
Pour les articles homonymes, voir Brzozówka.
Brzozówka est une localité polonaise de la gmina de Cielądz, située dans le powiat de Rawa Mazowiecka en voïvodie de Łódź.